# Bogdan Dębski

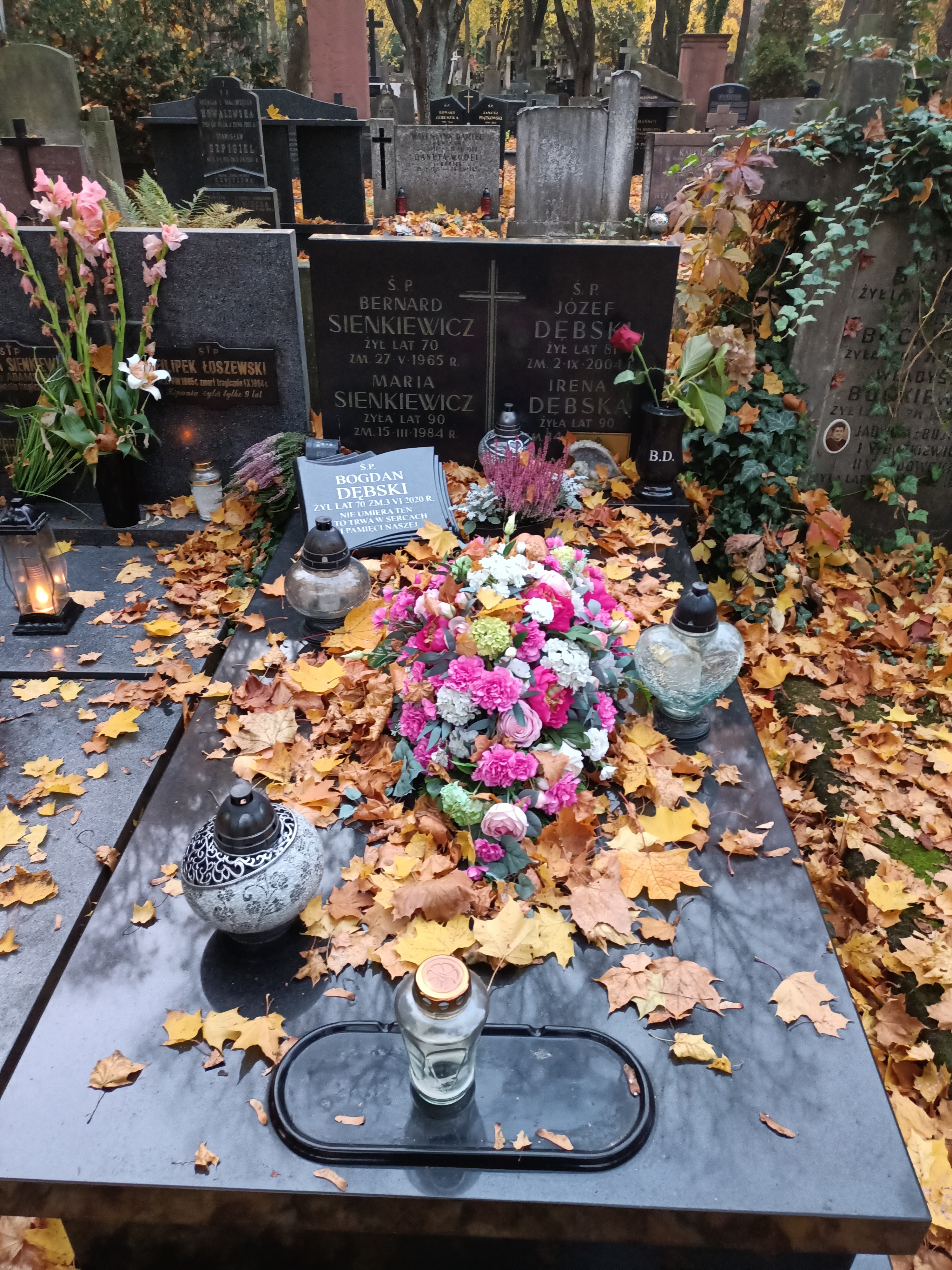
Grób Bogdana Dębskiego na Cmentarzu Powązkowskim

Bogdan Dębski (zm. 3 czerwca 2020) – polski specjalista w zakresie biochemii zwierząt, prof. dr hab.

## Życiorys
Karierę zawodową rozpoczął od uzyskania tytułu lekarza weterynarii w 1973. Obronił pracę doktorską, 28 czerwca 1993 habilitował się na podstawie pracy zatytułowanej Wskaźnikowa rola mleka w ocenie hiposelenozy u bydła. 19 kwietnia 2007 nadano mu tytuł profesora w zakresie nauk weterynaryjnych. Został zatrudniony na stanowisku profesora w Katedrze Nauk Przedklinicznych na Wydziale Medycyny Weterynaryjnej Szkoły Głównej Gospodarstwa Wiejskiego w Warszawie.
Piastował funkcję profesora nadzwyczajnego w Katedrze Nauk Fizjologicznych na Wydziale Medycyny Weterynaryjnej Szkoły Głównej Gospodarstwa Wiejskiego w Warszawie.
Odznaczony m.in.: Medalem Złotym za Długoletnią Służbę, Medalem Komisji Edukacji Narodowej. Wyróżniony Odznaką Honorową "Za Zasługi dla SGGW".